# Gnidia stellatifolia
Gnidia stellatifolia är en tibastväxtart som beskrevs av Gandoger. Gnidia stellatifolia ingår i släktet Gnidia och familjen tibastväxter. Inga underarter finns listade i Catalogue of Life.